# Septoria henriquesii
Septoria henriquesii är en svampart som beskrevs av Thüm. 1880. Septoria henriquesii ingår i släktet Septoria och familjen Mycosphaerellaceae.   Inga underarter finns listade i Catalogue of Life.